# Atabek Azisbekov
Atabek Azisbekov (6 de noviembre de 1995) es un luchador kirguís de lucha grecorromana. Participó en el campeonato mundial de 2015 consiguiendo un 11.º puesto. Ganador de una medalla de plata en el campeonato asiático del año 2015. Diecinueve en la Universiada de 2013.